# Fritillaria cirrhosa
Espèce
Statut de conservation UICN

 VU  : Vulnérable
Fritillaria cirrhosa est une espèce de plantes de la famille des Liliaceae et du genre Fritillaria. Présente en Himalaya au Bhoutan, en Birmanie, en Chine, en Inde, au Népal et au Pakistan, elle est considérée comme vulnérable par l'IUCN. Le bulbe est utilisé en herbologie chinoise pour lutter contre les infections pulmonaires, dont les rhumes. Il ne contient pas de toxines[réf. nécessaire].

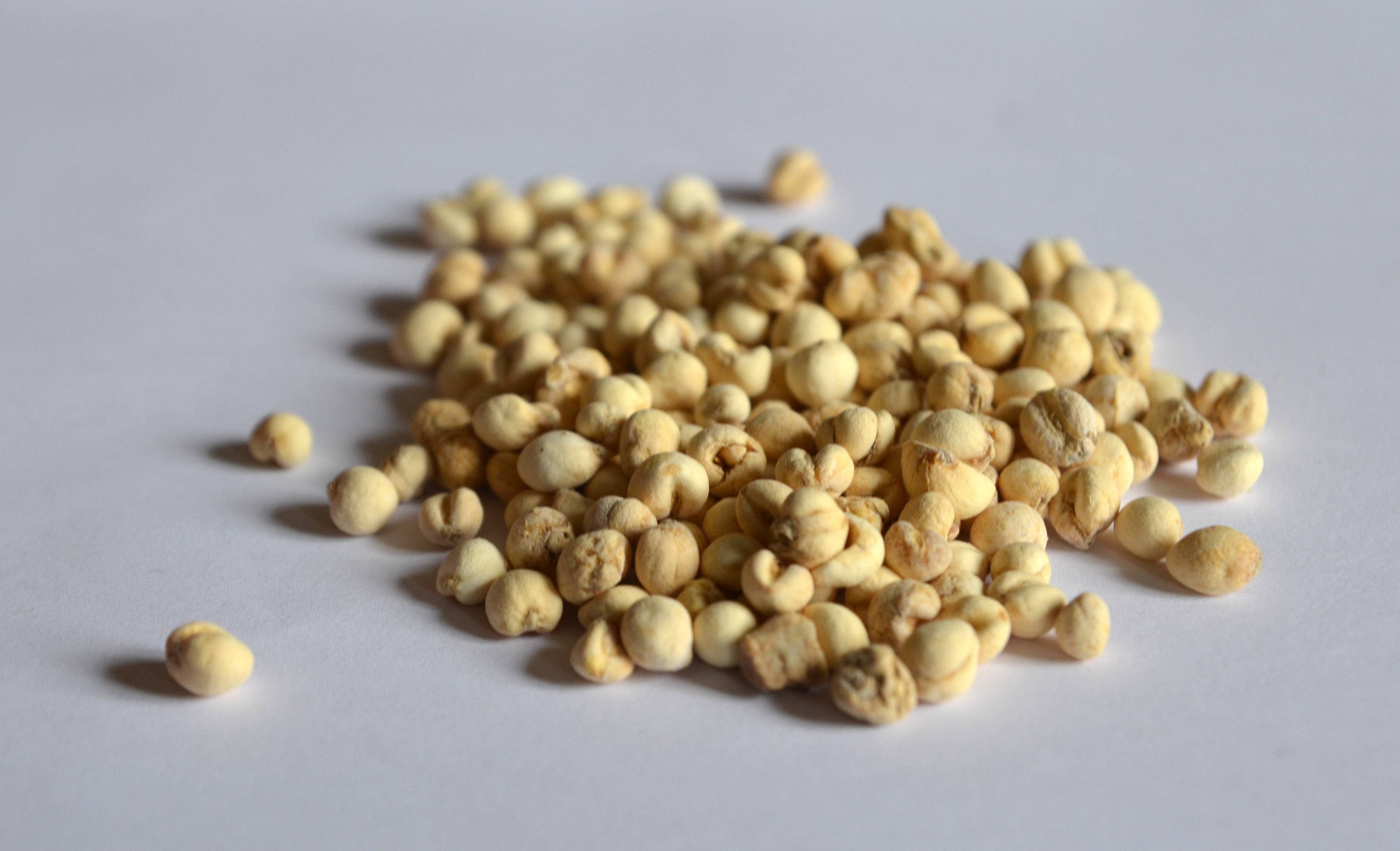
Bulbes de Fritillaire cirrhosa séchés

## Taxonomie
Le nom correct complet (avec auteur) de ce taxon est Fritillaria cirrhosa D.Don.
Fritillaria cirrhosa a pour synonymes :
- Baimo cirrhosa (D.Don) Raf.
- Fritillaria cirrhosa subsp. roylei (Hook.) Ali
- Fritillaria cirrhosa var. bonatii (H.Lév.) S.C.Chen
- Fritillaria cirrhosa var. brachyantha C.Marquand & Airy Shaw
- Fritillaria cirrhosa var. cirrhosa
- Fritillaria cirrhosa var. dingriensis Y.K.Yang & J.Z.Zhang
- Fritillaria cirrhosa var. jilongensis Y.K.Yang & Gesan
- Fritillaria cirrhosa var. viridiflava S.C.Chen
- Fritillaria duilongdeqingensis Y.K.Yang & Gesan
- Fritillaria gulielmi-waldemarii Klotzsch
- Fritillaria lhiinzeensis Y.K.Yang et al.
- Fritillaria polyphylla Fortune
- Fritillaria roylei Hook.
- Fritillaria zhufenensis Y.K.Yang & J.Z.Zhang
- Lilium bonatii H.Lév.
- Melorima cirrhosa (D.Don) Raf.